# Bernie und der Weihnachtsgeist
Bernie und der Weihnachtsgeist ist eine britische Fantasy-Komödie aus dem Jahr 1991 unter der Regie von Paul Weiland und dem Drehbuch von Richard Curtis. Die Hauptrollen spielen Alan Cumming und Lenny Henry. Rowan Atkinson ist in einer Nebenrolle zu sehen.

## Handlung
Der Film beginnt an einem antiken Ort, an dem ein Mann von einem Zauberer in die Enge getrieben wird. Der Mann ist ein Messerwerfer, welcher die Tochter des Zauberers, durch einen Unfall, verletzt hat. Der Zauberer verwandelt den Mann zur Strafe in einen Dschinn und sperrt ihn in eine Lampe ein.
Zweitausend Jahre später schließt Bernard Bottle genannt Bernie, erfolgreich ein Geschäft ab. Ein Kunsthändler einer renommierten Firma in London, kauft Gemälde im Wert von 50 Millionen Pfund ab. Bernards Chef Charles Pinkworth gratuliert ihm zum Verkauf, doch als Bernard ihm offenbart, dass er dem ursprünglichen Besitzern der Gemälde die Hälfte des Geldes versprochen hat, feuert Pinkworth ihn. Bernard kehrt niedergeschlagen in seine Wohnung zurück und sucht Trost, entdeckt aber, dass seine Freundin mit seinem besten Freund geschlafen hat. Außerdem hat sie Bernard’s Wohnung fast komplett ausgeräumt. Nur ein paar Möbel und eine verzierte antike Lampe sind ihm geblieben. Bernard versucht, die Lampe zu reinigen, was zu einer Explosion führt, die ihn ins Krankenhaus bringt.
Als Bernard in seine Wohnung zurückkehrt, trifft er auf einen Mann, der versucht, ihn zu töten. Während des Kampfes wünscht sich Bernard, dass der Mann Englisch sprechen kann, was er dann auch tut. Als der Mann sagt „Dein Wunsch ist mein Befehl“, wünscht sich Bernard, dass der Kampf aufhört, was auch passiert. Bernard erfährt, dass der Mann namens Josephus ein Dschinn ist, der seit zweitausend Jahren in der Lampe gefangen ist und dass er ihm fast jeden Wunsch erfüllen kann. Die beiden schließen eine Freundschaft, in der Bernard Josephus in modernes Essen, Musik und Unterhaltung einführt. Im Gegenzug erfüllt Josephus Bernard's Wünsche. Unter anderem wird seine Wohnung nun mit teuren Möbeln und sogar der echten Mona Lisa ausgestattet, welche aus dem Louvre verschwunden ist.
Nach einer Nacht in der Stadt kehrt Bernard ohne Josephus, der im Kino ist, in seine Wohnung zurück, und bemerkt das jemanden anwesend ist. Bernard nimmt ein Schwert und greift die Person um die Ecke an, wobei er versehentlich einen Polizisten tötet. In der Wohnung befinden sich außerdem noch Pinkworth und ein Detektiv, welche Bernard des Diebstahls und des Mordes beschuldigen. Auf der Wache versucht Bernard mehrmals, Josephus in seiner Wohnung anzurufen, aber Josephus hört das Telefon zunächst nicht klingeln und versteht dann nicht, wie das Gerät funktioniert. Jedes Mal, wenn es klingelt, legt er auf, was die Polizei als eine Form der verschlüsselten Kommunikation interpretiert. Bernard wird ins Gefängnis gesteckt und Josephus kommt schließlich zu ihm in die Zelle. Bernard wünscht sich dann, er könnte zurückgehen und die Dinge anders machen, was plötzlich dazu führt, dass die Zeit zurück gespult wird, als Bernard seine Wohnung betreten wollte.
Bernard betritt daraufhin selbstbewusst, mit Josephus an seiner Seite, seine Wohnung, wo sein Chef ihn erneut des schweren Diebstahls beschuldigt. Diesmal hängt jedoch ein Poster von Kylie Minogue an der Wand, und der Detektiv erfährt, dass die Mona Lisa in den Louvre zurückgebracht wurde. Die Polizei entschuldigt sich für das Eindringen und geht.
Bernard und Josephus diskutieren über die Ursprünge und die Bedeutung von Weihnachten, wobei Josephus behauptet, Jesus persönlich gekannt zu haben und darüber, wie das Fest im Laufe der Zeit kommerzialisiert wurde. Dann machen sie sich auf, um in einem örtlichen Einkaufszentrum Wünsche für Kinder zu erfüllen. Sie sorgen auch dafür, dass Bernards Aufzugsführer die Fußball-Billards gewinnt, Bernards ehemalige Freundin wegen Drogendelikten verhaftet wird und sie sorgen sogar für einen seltenen Schneefall in London. Schließlich sorgen sie dafür, dass Pinkworths gesamtes Vermögen von 100 Millionen Pfund an eine Wohltätigkeitsorganisation gespendet wird, welche sich in einer im Fernsehen übertragenen Nachrichtenveranstaltung in Pinkworths Haus versammelt, um zu seiner großen Bestürzung, ihre Dankbarkeit auszudrücken.
Josephus äußert den Wunsch, in seine eigene Zeit zurückzukehren, und nach einem emotionalen Gespräch sagt Bernard geistesabwesend, dass er sich wünscht, Josephus würde gehen, woraufhin der Flaschengeist verschwindet. Bernard hat eine Eintrittskarte für das Einkaufszentrum, in dem er und Josephus zuvor Wünsche erfüllt hatten. Er gibt der Frau am Eingang die Eintrittskarte, um den Weihnachtsmann zu sehen, und sie fragt ihn, was er sich zu Weihnachten wünscht. Einen Moment später ist Bernard draußen und winkt der Frau durch das Fenster zu, die ihm einen Kuss zuwirft. Er jubelt und macht sich auf den Heimweg.
Die Eröffnungsszene des Films wird wiederholt, in der Josephus erneut von dem Zauberer in die Enge getrieben wird. Diesmal zeigt Josephus jedoch dem Zauberer einen Toaster, welcher das Interesse des Zauberers weckt.

## Produktion und Veröffentlichung
Der Regisseur Paul Weiland und der Drehbuchautor Richard Curtis waren ebenfalls maßgeblich an der Produktion von Mr. Bean mit Rowan Atkinson, der auch hier eine Rolle übernommen hat, beteiligt, und der Fußballstar Gary Lineker und der Rockmusiker Bob Geldof treten als Gäste auf.
Premiere des Films im Vereinigten Königreich war am 23. Dezember 1991, ein Jahr später kam der Film in die US-amerikanischen Kinos. In Deutschland wurde er erstmals am Heiligabend 1996 im ORB im Fernsehen gezeigt.
2016 erschien in der Reihe Pidax Film-Klassiker eine DVD in deutscher Sprache.

## Kritik
„Turbulente weihnachtliche Geisterkomödie mit typisch englischem Humor.“